# Doxogenes
Doxogenes é um gênero de traça pertencente à família Agonoxenidae.